# Conti di Mâcon
Nella Francia medievale la contea di Mâcon era incentrata sull'omonima città della Borgogna meridionale, nell'odierna Saona e Loira (Mâconnais). Il seguente è l'elenco dei conti.
Questa è la lista dei conti di Mâconnais:

## Conti sotto i Carolingi
- Guerino di Provenza 826-853[1]
- Isembardo di Barcellona 853-858
- Unifredo I di Tolosa 858-863
- Oddone di Mâcon 863-870
- Eccardo di Mâcon 870-877
- Bosone I di Provenza 877-880
- Bernardo III di Tolosa 880-886
- Guglielmo I di Aquitania 886-918
- Guglielmo II di Aquitania 918-926
- Alfredo d'Aquitania 926-927

Stemma di Mâconnais

- Ugo il Nero di Borgogna 927-952, conte titolare
- Alberico I di Mâcon 927-943, aveva trovato un accordo con Ugo il Nero, che gli aveva concesso il potere sulla contea[2].
- Letaldo II di Mâcon 943-961, figlio del precedente
- Alberico II di Mâcon 961-982, figlio del precedente, che sposò Ermentrude di Roucy

## Casa di Borgogna
- Ottone I Guglielmo di Borgogna 982-1002, per diritto di matrimonio per aver sposato Ermentrude di Roucy
- Guido I di Mâcon 1002-1004, figlio del precedente
- Ottone II di Mâcon 1004-1041, figlio del precedente
- Goffredo di Mâcon 1041-1065, figlio del precedente
- Guido II di Mâcon 1065-1078, figlio del precedente
- Guglielmo I di Borgogna 1078-1085, conte di Borgogna, figlio del conte Rinaldo I di Borgogna e nipote di Ottone I Guglielmo di Borgogna
- Rinaldo II di Borgogna 1085-1087, conte di Borgogna, figlio del precedente,
- Stefano I di Mâcon 1087-1102, anche conte di Vienne e reggente della contea di Borgogna, fratello del precedente,
- Rinaldo III di Borgogna 1102-1148, figlio del precedente, anche conte di Vienne
- Guglielmo II di Borgogna 1102-1125, reggente, cugino del precedente, anche conte di Borgogna
- Guglielmo III di Borgogna 1125-1127, co-conte, figlio del precedente, anche conte di Borgogna
- Guglielmo IV di Borgogna 1148-1157, fratello di Rinaldo III e figlio di Stefano I, anche conte di Vienne e d'Auxonne e reggente della contea di Borgogna
- Gerardo I di Mâcon 1157-1184, figlio del precedente, anche conte di Vienne
- Guglielmo V di Mâcon 1184-1224, figlio del precedente, anche conte di Vienne
- Gerardo II di Mâcon 1224-1225, figlio del precedente, anche conte di Vienne
- Alice di Mâcon 1225-1239, figlia del precedente, anche contessa di Vienne
- Giovanni di Dreux 1225-1239, per diritto di matrimonio per aver sposato, Alice di Mâcon.

Essendo senza discendenza, nel febbraio del 1239, Giovanni (Johannes comes Matisconensis) e Alice (Aales comitissa eius uxor), come riporta il documento nº 2776  del Layettes du trésor des chartes: de l'année 1224 à l'année 1246, vendettero al re di Francia, Luigi IX la Contea di Mâcon (comitatum Matisconensem), in cambio di 10.000 livres più una rendita di 1.000 livres annue.